# 童華 (鄞縣人)
童華（1818年—1889年），字研薇，浙江鄞縣（今屬寧波市）人。清朝政治人物。出身于银台第童氏，山东按察使童槐次子。
道光十八年（1838年）戊戌科進士。選翰林院庶吉士，散館授編修。歷官左都御史，京查後左遷禮部右侍郎。著有《竹石居詩草》。